# Leussow
Leussow ist ein Ortsteil der Gemeinde Göhlen im Landkreis Ludwigslust-Parchim in Mecklenburg-Vorpommern (Deutschland).

## Geografie und Verkehr
Leussow befindet sich in der Griesen Gegend. Nahe gelegene Städte sind Hagenow, Lübtheen und Ludwigslust. Die Bundesstraße 5 verläuft etwa acht Kilometer nördlich von Leussow.

## Geschichte
Die erste urkundliche Erwähnung stammt aus dem Jahr 1291 als „Loysowe“, das vom altslawischen Wort „lysŭ“ 'kahl' abgeleitet wird und kahler Ort bedeutete. Kavelmoor war Aufzeichnungen aus dem Jahr 1833 zufolge eine Büdnersiedlung.
Mit Wirkung zum 26. Mai 2019 wurde die Gemeinde Leussow als Exklave in die östlich (hinter einem zur Gemeinde Alt Krenzlin gehörenden Waldstück) gelegene Gemeinde Göhlen eingemeindet. Die Gemeinde Leussow wurde vom Amt Ludwigslust-Land mit Sitz in der nicht amtsangehörigen Stadt Ludwigslust verwaltet. Zur Gemeinde Leussow gehörte der Ortsteil Kavelmoor.

## Sehenswürdigkeiten
- Neogotische Backsteinkirche in Leussow von 1874 mit einer Orgel von Friedrich Friese

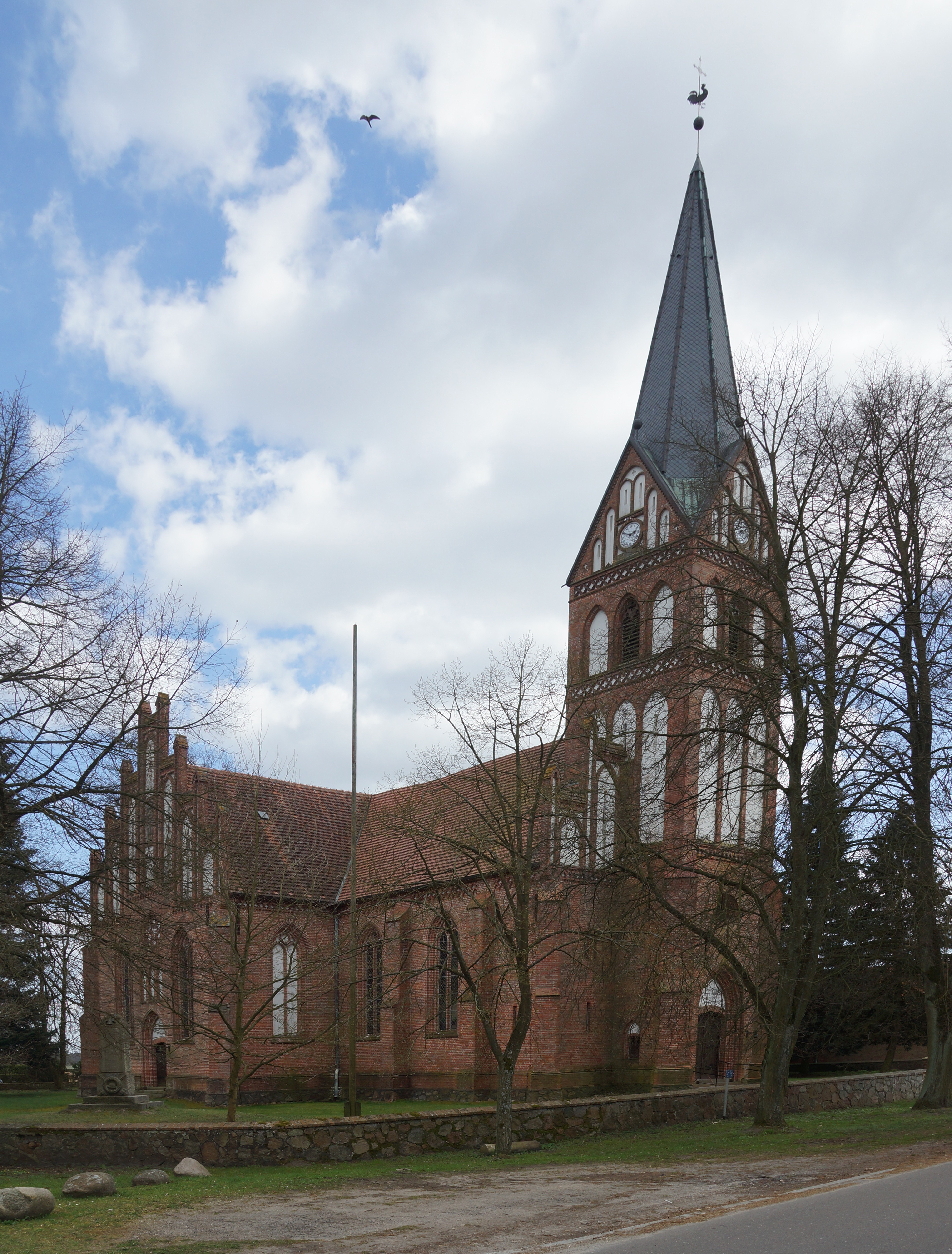
Dorfkirche Leussow
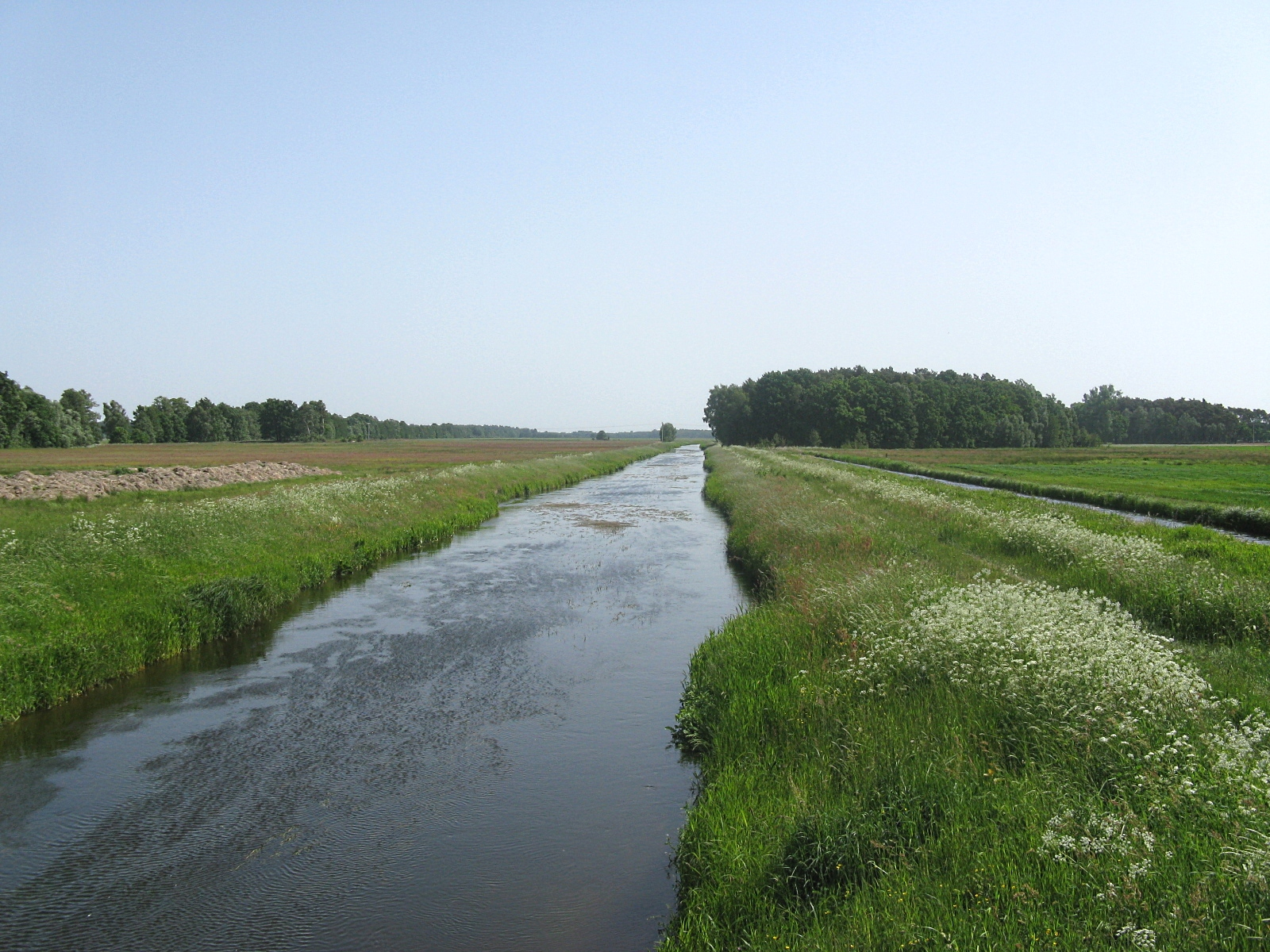
Die Rögnitz bei Leussow
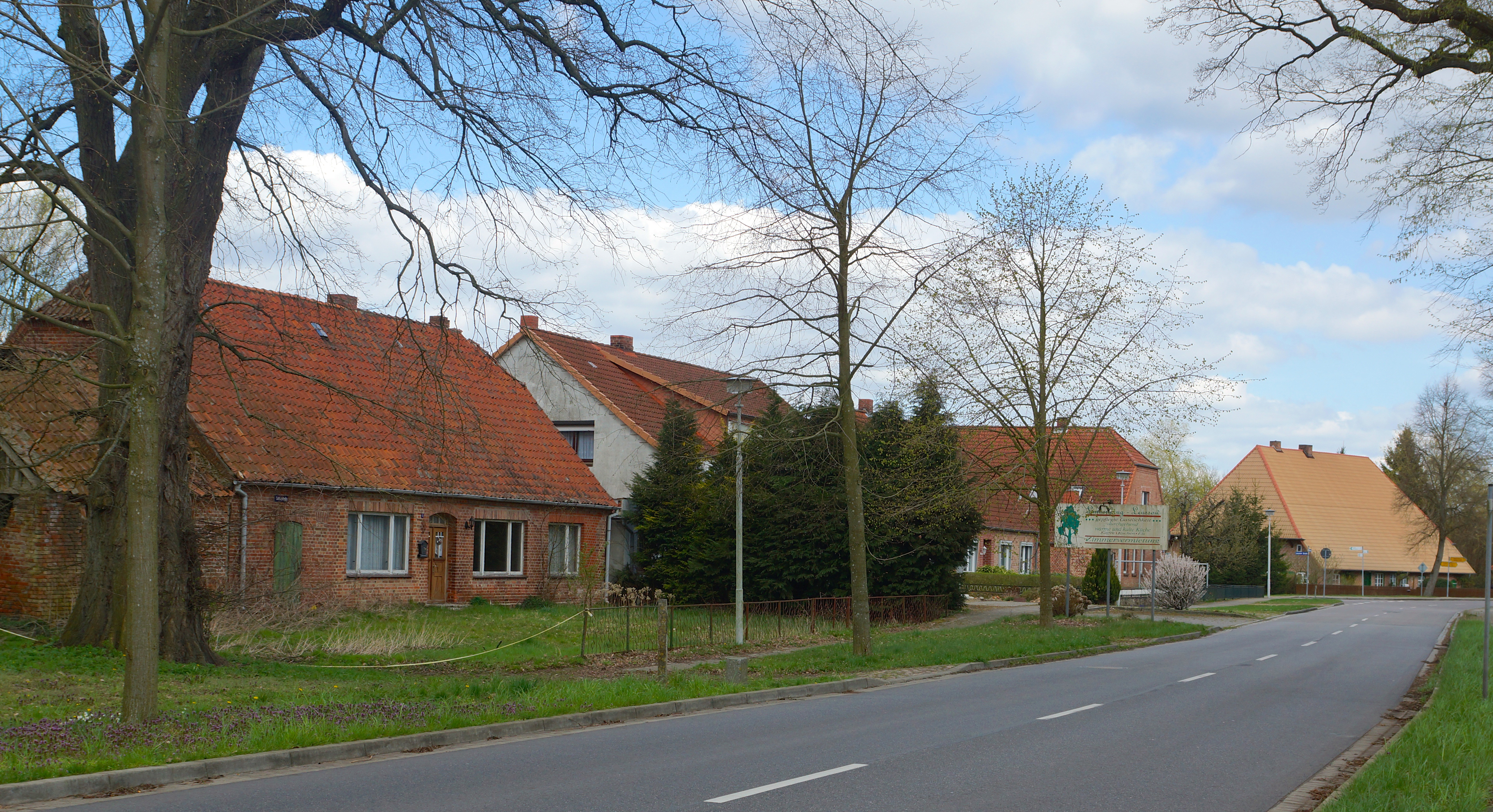
Lindenstraße

## Persönlichkeiten
- Emil E. Ed. von Starck, Pastor zu Leussow (1875–1904),[5] hat 1894 ein Lexikon der Orte des Heiligen Landes veröffentlicht.[6]